# Oncideres etiolata
Oncideres etiolata là một loài bọ cánh cứng trong họ Cerambycidae.